# Vyšný Hrabovec
Vyšný Hrabovec é um município da Eslováquia, situado no distrito de Stropkov, na região de Prešov. Tem 6,71 km² de área e sua população em 2018 foi estimada em 186 habitantes.

## Demografia
| Ano:        | 1994 | 2004   | 2014 | 2024   |
| ----------- | ---- | ------ | ---- | ------ |
| Broj ljudi: | 198  | 200    | 180  | 188    |
| Razlika:    |      | +1,01% | -10% | +4,44% |

| Ano:               | 2023 | 2024   |
| ------------------ | ---- | ------ |
| Número de pessoas: | 192  | 188    |
| Diferença:         |      | -2,08% |